# Shyam Selvadurai
Shyam Selvadurai est un écrivain srilankais installé au Canada, né en 1965 à Colombo.

## Biographie
Il émigre au Canada avec sa famille à la suite de la guerre civile au Sri Lanka en 1983. Licencié en lettres à l'université York de Toronto, il écrit pour la télévision et publie des nouvelles pour différentes revues avant de devenir romancier à part entière avec Drôle de garçon (Funny Boy) paru en 1994, pour lequel il reçoit le Prix du Premier roman canadien et un prix Lambda Literary.
Selvadurai a raconté le malaise que lui et son partenaire ont éprouvé lors d'un séjour au Sri Lanka en 1997 dans son essai "Coming Out" paru dans le numéro spécial de Time Asia sur la diaspora asiatique en 2003.
Moitié Tamoul et moitié Cingalais, Shyam Selvadurai est chrétien et ouvertement gay.
Il vit toujours à Toronto.

## Œuvres

### Romans
- Funny Boy (1994) - Prix Lambda Literary et Books in Canada First Novel Award (en) Publié en français sous le titre Drôle de garçon, traduit par Frédéric Limare et Susan Fox-Limare, Paris, Robert Laffont, coll. « Pavillons », 1998  (ISBN 2-221-08403-9) ; réédition, Paris, 10/18, coll. « Domaine étranger » no 3183, 2000  (ISBN 2-264-03007-0)
- Cinnamon Gardens (1998) Publié en français sous le titre Jardins de cannelle, traduit par Guillaume Villeneuve, Paris, Robert Laffont, coll. « Pavillons », 1999  (ISBN 2-221-08980-4) ; réédition, Paris, 10/18, coll. « Domaine étranger » no 3436, 2002  (ISBN 2-264-03396-7)
- The Hungry Ghosts (2013)

### Roman de littérature d'enfance et de jeunesse
- Swimming in the Monsoon Sea (2005) - Prix Lambda Literary 2006, catégorie littérature d'enfance et de jeunesse

### Recueil de nouvelles
- Story-Wallah: Short Fiction from South Asian Writers (2005), anthologie collective dont Selvadurai est l'éditeur